# Loritha Henriksen
Loritha Ane Rakel Johanne Henriksen (geb. Kristensen; * 9. Dezember 1941 in Ilimanaq) ist eine grönländische Politikerin.

## Leben
Loritha Henriksen wurde 1941 als Tochter des Fischers Sakarias Peter Pele Kristensen und seiner Frau Annike Julia Maren Elisabeth Poulsen geboren. Sie wuchs in Ilimanaq auf, zog aber 1948 nach Kapisillit, wo ihr Vater als Fischer tätig war. Weil es in Kapisillit keine Schule gab, wurde sie von ihrer Mutter unterrichtet. Später arbeitete sie als Kiffaq (Haushaltshilfe) in Nuuk und besuchte ab 1960 für ein Jahr die Haushaltsschule in Qaqortoq. Allerdings wurde sie schwanger und von der Schule verwiesen. Gemeinsam mit ihrem Mann Poul Henriksen lebte sie in Nuuk und arbeitete später als Dolmetscherin in einem Krankenhaus in Dänemark. 1982 begann sie als Leiterin des Rekreationszentrums Allu in Alluitsoq zu arbeiten. 1985 kehrte sie nach Nuuk zurück. Anschließend arbeitete sie in der Sozialverwaltung der Gemeinde.
Dabei begann sie sich für Politik zu interessieren. Sie kandidierte erstmals bei der Parlamentswahl in Grönland für die Atassut, wurde aber nicht gewählt. 1989 kandidierte sie bei der Kommunalwahl und wurde in den Rat der Gemeinde Nuuk gewählt. Bei der Parlamentswahl 1991 verpasste sie erneut einen Sitz, ebenso wie vier Jahre darauf. Sie kandidierte für die Kattusseqatigiit Partiiat bei der Wahl 1999 und wurde erstmals ins Inatsisartut gewählt. Bei der Parlamentswahl 2002 wurde sie nicht gewählt. Bei der Wahll 2005 erreichte sie den ersten Nachrückerplatz und konnte von dort aus zwischen 2006 und 2008 mehrere Male stellvertretend im Parlament sitzen. 2008 scheiterte sie bei der Kommunalwahl. Bei der Parlamentswahl 2009 erreichte sie nur den vierten Nachrückerplatz mit 22 Stimmen. Von Oktober bis November 2009 saß sie noch einmal kurz stellvertretend im Parlament. Später trat sie mit 73 Jahren noch einmal für die Partii Naleraq bei der Parlamentswahl 2014 an, erhielt aber nur 17 Stimmen. Anschließend beendete sie ihre Politikkarriere.
2012 wurde ihr Sohn Johnny Henriksen unter mysteriösen Umständen in Thailand ermordet.